# Futuriblerne
 Der er for få eller ingen kildehenvisninger i denne artikel, hvilket er et problem. Du kan hjælpe ved at angive troværdige kilder til de påstande, som fremføres i artiklen.

Futuriblerne er et tidsskrift, der omhandler den nære fremtid. 
Futuriblerne udgives af Selskabet for Fremtidsforskning og har været udgivet sinden 1968.
Udgivelserne samles i et artikelbibliotek. 